# Super Bowl LIII
Il Super Bowl LIII è stata la 53ª edizione del Super Bowl, la finale del campionato della National Football League. Ha avuto luogo domenica 3 febbraio 2019 al Mercedes-Benz Stadium di Atlanta, Georgia tra i campioni della National Football Conference, i Los Angeles Rams, e quelli dell'American Football Conference, i New England Patriots, per decretare il campione della stagione 2018. È stata la terza edizione a tenersi ad Atlanta, dopo il Super Bowl XXVIII nel 1994 e il Super Bowl XXXIV nel 2000. La gara è stata trasmessa negli Stati Uniti dal network CBS. In Italia l’evento è stato trasmesso in diretta e in chiaro su Rai 2. Il wide receiver dei Patriots Julian Edelman, che ricevette 10 passaggi per 141 yard, fu nominato MVP della partita.
Con il successo per 13–3 i Patriots vinsero il loro sesto Lombardi Trophy, raggiungendo i Pittsburgh Steelers per il maggior numero di titoli vinti. Durante la gara furono stabiliti o pareggiati diversi record: per la prima volta entrambe le squadre non segnarono alcun touchdown nei primi tre quarti; l'incontro si concluse col punteggio più basso della storia (superando il Super Bowl VII, terminato 14–7); New England divenne la squadra a vincere la finalissima totalizzando il minor numero di punti di sempre e la seconda a farlo segnando un solo touchdown (conseguimento realizzato dai New York Jets nel Super Bowl III); fu infine la prima occasione dallo stesso Super Bowl III in cui non venne segnato alcun touchdown su passaggio.
I Patriots si erano qualificati per la terza volta consecutiva al Super Bowl, la quarta in cinque anni e la nona dell'era Belichick-Brady, diventando così la terza squadra nella storia a disputare tre finalissime consecutive, dopo i Buffalo Bills 1990–93 e i Miami Dolphins 1971–73. I Rams erano alla prima apparizione al Super Bowl dal loro ritorno a Los Angeles nel 2016, nonché la prima per la franchigia dal Super Bowl XXXVI del 2001.

## Processo di selezione dello stadio
Il 19 maggio 2015 furono annunciate le quattro città finaliste per l'assegnazione del Super Bowl LIII, del Super Bowl LIV e del Super Bowl LV. Le votazioni avvennero il 24 maggio 2016 con diversi turni per ciascuna delle tre edizioni future: la prima tornata, atta a individuare la città organizzatrice dell'edizione numero 53, vide confrontarsi quattro finaliste, tutte localizzate negli Stati Uniti sud-orientali:
- Mercedes-Benz Stadium, Atlanta, Georgia: questo fu il primo Super Bowl tenuto al Mercedes-Benz Stadium dopo la sua apertura nel 2017.
- Hard Rock Stadium, Miami, Florida: il Sud della Florida ha ospitato 10 Super Bowl, l'ultimo dei quali fu il Super Bowl XLIV nel 2010.
- Mercedes-Benz Superdome, New Orleans, Louisiana: New Orleans ha ospitato in precedenza 10 Super Bowl, l'ultimo dei quali è stato il Super Bowl XLVII in 2013.
- Raymond James Stadium, Tampa, Florida: Tampa ha ospitato 4 Super Bowl, l'ultimo dei quali è stato il Super Bowl XLIII nel 2009.

Dopo tre voti, i proprietari delle franchigie NFL assegnarono alla capitale della Georgia il Super Bowl LIII. Le città sconfitte, eccetto New Orleans che rimosse la sua candidatura per ospitare l'evento nei due anni successivi per la concomitanza di altre manifestazioni, si sfidarono in competizione con il Los Angeles Stadium at Hollywood Park a Inglewood, California per il diritto di ospitare le finalissime dei due anni successivi. Miami vinse la corsa per il Super Bowl LIV mentre Los Angeles quella per il Super Bowl LV. Tuttavia, il 23 maggio, 2017, fu deciso di spostare la sede del Super Bowl LV e di assegnarlo a Tampa, facendo così slittare la città californiana al Super Bowl LVI, a causa di ritardi nella costruzione del Los Angeles Stadium at Hollywood Park dovuti alle pesanti precipitazioni abbattutesi sulla zona durante la prima parte dell'anno.

## Squadre

### Los Angeles Rams
Los Angeles concluse la stagione 2018 col secondo record della NFC, prima di eliminare i Dallas Cowboys e i New Orleans Saints numero 1 del tabellone, conquistando la quarta qualificazione al Super Bowl della loro storia. Fu il culmine di un lungo viaggio per i Rams, che erano rimasti dal 2004 al 2016 senza una stagione con un record vincente. Dopo una stagione da 4-12 nel 2016, le fortune della squadra cambiarono con l'assunzione del trentenne capo-allenatore Sean McVay, il più giovane della storia della NFL. Sotto la direzione di McVay e del quarterback al secondo anno Jared Goff, che si riprese da una stagione negativa da rookie, i Rams salirono a 11–5 nel 2017. Nel 2018 vinsero le prime 8 partite, terminando sul 13–3.
L'attacco dei Rams si piazzò secondo nella NFL sia in punti segnati (527) che in yard guadagnate (6.738). Goff continuò a migliorare nella sua terza stagione, stabilendo i nuovi primati personali in yard passate (4.688, 4º nella NFL), touchdown passati (32) e passer rating (101,1) e touchdown su corsa (2). Il suo miglior ricevitore fu Robert Woods, che ricevette 86 passaggi per 1.219 yard e 6 touchdown. Brandin Cooks, ottenuto in uno scambio con New England, ebbe anch'egli un grosso impatto con 80 ricezioni per 1.204 yard e 5 marcature. Il ricevitore numero 3 della squadra, Cooper Kupp, subì un infortunio che pose fine alla sua stagione, chiudendo con 40 passaggi per 566 yard in 8 gare, costringendo Goff a dirigere i suoi passaggi anche verso Gerald Everett (32 ricezioni) e Josh Reynolds (29). Il running back Pro Bowler Todd Gurley guidò la squadra con 1.251 yard (4º nella NFL) e 17 touchdown (leader della lega), ricevendo anche 59 passaggi per 580 yard e altri 5 touchdown. Il running back C.J. Anderson, alla terza squadra cambiata nel 2018, firmò nel mese di dicembre, diede il suo contributo con 405 yard e guidando la squadra in yard corse in entrambe le prime due sfide di playoff. Negli special team, JoJo Natson ritornò 26 punt per 280 yard, mentre il kicker Greg Zuerlein segnò l'87,1% dei suoi field goal.
La difesa di LA fu trascinata dal defensive tackle Pro Bowl Aaron Donald, che guidò la NFL con 20,5 sack, tanti quanti il resto della squadra messo assieme, venendo premiato per la seconda stagione consecutiva come difensore dell'anno. Il defensive lineman veterano Ndamukong Suh fu secondo nella squadra con 4,5 sack. Il linebacker Pro Bowler Cory Littleton guidò la franchigia con 125 placcaggi, facendo registrare anche 4 sack, 3 intercetti e 2 punt bloccati. I Rams poterono anche contare su una forte linea secondaria, guidata da John Johnson (119 tackle e 4 intercetti), Marcus Peters (3 intercetti), Lamarcus Joyner (78 tackle) e Aqib Talib.

### New England Patriots
I New England Patriots conclusero la stagione regolare con un record di 11-5 e il secondo posto nel tabellone della AFC, la 17ª stagione su 19 sotto la direzione del sessantaseienne allenatore Bill Belichick che andarono in doppia cifra. Nei playoff si unirono ai Miami Dolphins e ai Buffalo Bills quali uniche altre squadre a qualificarsi per tre Super Bowl consecutivi. Anche se la squadra ebbe due soli giocatori convocati per il Pro Bowl, questa segnò 436 punti (4ª nella lega) concedendone 325 (7ª miglior difesa).
Il quarterback dei Patriots Tom Brady fu convocato per il 14ª Pro Bowl all'età di 41 anni, chiudendo con 4.355 yard passate e 29 touchdown, a fronte di 11 intercetti. Il suo migliore ricevetore della stagione precedente, Brandin Cooks, aveva lasciato la squadra per unirsi proprio ai rivali nel Super Bowl, i Rams, ma Julian Edelman, che aveva perso le stagioni precedenti per infortunio, tornò a guidare la squadra con 74 ricezioni per 850 yard e 6 touchdown.  Altri ricevitori chiave furono Chris Hogan  (35 ricezioni per 553 yard e 3 touchdown) e Josh Gordon (40 ricezioni per 720 yard e 3 touchdown), anche se quest'ultimo finì per ritirarsi dopo 11 gare dopo avere violato per l'ennesima volta il codice antidoping.  Il tight end Rob Gronkowski aggiunse 47 ricezioni per 682 yard e 3 TD. Il gioco sulle corse vide l'arrivo del dinamico rookie Sony Michel, che guidò la squadra con 931 yard corse e 6 touchdown, assieme al veterano James White che accumulò 1.176 yard dalla linea di scrimmage guidando la squadra in ricezioni (87) e touchdown totali (12). Negli special team, il ricevitore Cordarrelle Patterson ritornò 23 kickoff per 663 yard e un touchdown, a una media di 28,8 yard per ritorno (3º nella NFL), segnando anche 4 touchdown in attacco.
In difesa, il defensive end Trey Flowers guidò New England con 7,5 sack e forzò tre fumble. Il linebacker Kyle Van Noy guidò la squadra in tackle totali (92), facendo anche registrare 3,5 sack. Nella secondaria, la safety Duron Harmon guidò la squadra in intercetti per il secondo anni consecutivo con 4, mentre il cornerback Pro Bowler Stephon Gilmore intercettò 2 passaggi e forzò 2 fumble. Anche la safety Patrick Chung ebbe un impatto con 84 tackle e un intercetto.

### Playoff
Nei playoff, i Patriots ebbero la possibilità di saltare il primo turno in virtù del secondo miglior record della conference. Nel divisional round batterono i Los Angeles Chargers 41–28, segnando 5 touchdown nei primi 6 possessi. Brady passò 343 yard e un touchdown, mentre il running back Sony Michel corse 129 yard e 3 touchdown. Batterono poi i Kansas City Chiefs 37–31 nella finale dell'AFC, segnando il touchdown della vittoria nei supplementari. I Patriots erano in vantaggio per 14–0 alla fine del primo tempo ma i Chiefs rimontarono portandosi in vantaggio 21–17 nel quarto periodo. Da quel momento, vi furono vari cambi di leadership finché i Chiefs forzarono i tempi supplementari con un field goal da 39 yard di Harrison Butker. Nei supplementari Rex Burkhead segnò da 2 yard il touchdown della vittoria. Michel nelle due partite totalizzò 242 yard e 5 touchdown, un record NFL per yard corse da un rookie in un'annata di playoff.  Nella finale di conference, la difesa dei Patriots tenne i ricevitori Tyreek Hill e Travis Kelce, che avevano raggiunto entrambi le 1.300 yard in stagione, a un totale di 4 ricezioni per 65 yard.
Los Angeles ebbe anch'essa la possibilità di saltare il primo turno di playoff col secondo record della NFC. Nel divisional round i Rams batterono i Dallas Cowboys 30–22 in una gara in cui guadagnarono 273 yard su corsa, con Todd Gurley e C.J. Anderson che corsero entrambi più di 100 yard. Nella finale di conference batterono i New Orleans Saints 26–23, segnando il field goal della vittoria ai tempi supplementari. I Saints erano in vantaggio 13–0 nel primo quarto, prima che i Rams accorciassero 13–10 all'intervallo. Nel quarto periodo, Greg Zuerlein pareggiò la partita sul 20–20, a 5 minuti dal termine. I Saints giunsero fino alla linea delle 13 yard dei Rams ma non riuscirono a guadagnare un primo down. Sul terzo down, il quarterback Drew Brees lanciò un passaggio al ricevitore Tommylee Lewis, che era coperto da Nickell Robey-Coleman. Anche se Robey-Coleman spinse Lewis a terra e il passaggio finì incompleto, non fu chiamata alcuna penalità e il kicker dei Saints Wil Lutz calciò da 31 il field goal del vantaggio. I Rams tornarono in possesso del pallone e pareggiarono con un field goal da 48 yard di Greg Zuerlein. Nei supplementari, Brees lanciò un intercetto nel primo drive e Zuerlein calciò da 57 yard il pallone della vittoria.